# Indigofera souliei
Indigofera souliei är en ärtväxtart som beskrevs av William Grant Craib. Indigofera souliei ingår i släktet indigosläktet, och familjen ärtväxter. Inga underarter finns listade i Catalogue of Life.